# Рунное (Крым)
Ру́нное (до 1965 года Известко́вое, до 1948 года Башма́к; укр. Рунне, крымскотат. Başmaq, Башмакъ) — село в Сакском районе Республики Крым, в составе Охотниковского сельского поселения (согласно административно-территориальному делению Украины — Охотниковского сельского совета Автономной Республики Крым).

## Население
| 2001 | 2014 |
| ---- | ---- |
| 405  | ↘375 |

Всеукраинская перепись 2001 года показала следующее распределение по носителям языка
| Язык             | Процент |
| ---------------- | ------- |
| русский          | 41.73   |
| украинский       | 33.33   |
| крымскотатарский | 22.96   |

### Динамика численности
| - 1806 год — 66 чел. - 1864 год — 56 чел. - 1889 год — 112 чел. - 1892 год — 31 чел. - 1900 год — 84 чел. - 1915 год — 113/71 чел. | - 1926 год — 112 чел. - 1939 год — 121 чел. - 1989 год — 385 чел. - 2001 год — 405 чел. - 2009 год — 382 чел. - 2014 год — 375 чел. |

## Современное состояние
На 2016 год в Рунном числится 8 улиц; на 2009 год, по данным сельсовета, село занимало площадь 78 гектаров, на которой в 136 дворах числилось 382 жителя. В селе действуют сельский клуб, библиотека, фельдшерско-акушерский пункт и церковь апостола Иакова Зеведеева. Рунное связано автобусным сообщением с Симферополем, Саками, Евпаторией и соседними населёнными пунктами.

## География
Рунное — село в центре района, в степном Крыму, в одной из балок, впадающих в озеро Сасык, высота над уровнем моря — 33 м. Соседние сёла — Карьерное в 1,8 км на восток и Глинка в 2,5 км на запад. Расстояние до райцентра — около 21 километра (по шоссе), там же ближайшая железнодорожная станция Саки (на линии Остряково — Евпатория). Транспортное сообщение осуществляется по региональной автодороге 35Н-450 Вересаево — Громовка (по украинской классификации С-0-11202).

## История
Первое документальное упоминание села встречается в Камеральном Описании Крыма… 1784 года, судя по которому, в последний период Крымского ханства Башмак входил в Каракуртский кадылык Бахчисарайского каймаканства. После присоединения Крыма к России (8) 19 апреля 1783 года, (8) 19 февраля 1784 года, именным указом Екатерины II сенату, на территории бывшего Крымского Ханства была образована Таврическая область и деревня была приписана к Евпаторийскому уезду. После Павловских реформ, с 1796 по 1802 год, входила в Акмечетский уезд Новороссийской губернии. По новому административному делению, после создания 8 (20) октября 1802 года Таврической губернии, Башмак был включён в состав Урчукской волости Евпаторийского уезда.
По Ведомости о волостях и селениях, в Евпаторийском уезде с показанием числа дворов и душ… от 19 апреля 1806 года в деревне Башмак числилось 7 дворов, 58 крымских татар и 8 ясыров. На военно-топографической карте генерал-майора Мухина 1817 года деревня Башмак обозначена с 10 дворами. После реформы волостного деления 1829 года Башмак, согласно «Ведомости о казённых волостях Таврической губернии 1829 года», остался в составе Урчукской волости. Затем деревня заметно опустела и на карте 1836 года в деревне 3 двора, а на карте 1842 года Башмак обозначен условным знаком «малая деревня», то есть, менее 5 дворов.
В 1860-х годах, после земской реформы Александра II, деревню приписали к Чотайской волости. В «Списке населённых мест Таврической губернии по сведениям 1864 года», составленном по результатам VIII ревизии 1864 года, Башмак — владельческая татарская деревня, с 12 дворами, 56 жителями и мечетью при колодцах. По обследованиям профессора А. Н. Козловского 1867 года, вода в колодцах деревни была «хорошая, пресная», а их глубина достигала 8—10 саженей (17—21 м). На трёхверстовой карте Шуберта 1865—1876 года в деревне Башмак обозначено 68 дворов.
В «Памятной книге Таврической губернии 1889 года», по результатам Х ревизии 1887 года, в деревне Башмак числилось 18 дворов и 112 жителей. Согласно «…Памятной книжке Таврической губернии на 1892 год», в деревне Башмак, входившей в Иолчакский участок, был 31 житель в 4 домохозяйствах.
Земская реформа 1890-х годов в Евпаторийском уезде прошла после 1892 года, в результате Башмак приписали к Сакской волости. По «…Памятной книжке Таврической губернии на 1900 год» в деревне числилось 84 жителя в 20 дворах. По Статистическому справочнику Таврической губернии. Ч.II-я. Статистический очерк, выпуск пятый Евпаторийский уезд, 1915 год, в Сакской волости Евпаторийского уезда числились: татарское село Башмак (вакуф) — 22 двора (все дворы с землёй), 106 приписных жителей, из которых 48 мужчин и 58 женщин. Жители владели 505 десятинами удобной земли. В хозяйствах имелось 52 лошади, 52 вола, 12 коров и 487 голов мелкого скота; деревня Башмак (Маласенко) — 14 дворов (2 двора с землёй, 12 — безземельные) со смешанным населением в количестве 7 человек приписного населения и 71 — «постороннего», из которых 40 мужчин и 38 женщин. Жители владели 482 десятинами удобной земли. В хозяйствах имелось 60 лошадей, 6 волов, 15 коров и 160 голов мелкого скота. Также записана экономия Башмак немецкий (Гарвардта) — 2 двора, 11 «посторонних» жителей, постоянного населения не было.
После установления в Крыму Советской власти, по постановлению Крымревкома от 8 января 1921 года № 206 «Об изменении административных границ» была упразднена волостная система и село вошло в состав Евпаторийского района Евпаторийского уезда, а в 1922 году уезды получили название округов. 11 октября 1923 года, согласно постановлению ВЦИК, в административное деление Крымской АССР были внесены изменения, в результате которых округа были отменены и произошло укрупнение районов — территорию округа включили в Евпаторийский район. Согласно Списку населённых пунктов Крымской АССР по Всесоюзной переписи 17 декабря 1926 года, в селе Башмак, центре упразднённого к 1940 году Башмакского сельсовета Евпаторийского района, числилось 24 двора, все крестьянские, население составляло 112 человек, все татары, действовала татарская школа. Постановлением Президиума КрымЦИКа «Об образовании новой административной территориальной сети Крымской АССР» от 26 января 1935 года был создан Сакский район и село включили в его состав. По данным всесоюзной переписи населения 1939 года в селе проживал 121 человек.
В 1944 году, после освобождения Крыма от фашистов, согласно Постановлению ГКО № 5859 от 11 мая 1944 года, 18 мая крымские татары были депортированы в Среднюю Азию. 12 августа 1944 года было принято постановление № ГОКО-6372с «О переселении колхозников в районы Крыма», по которому в район из Курской и Тамбовской областей РСФСР в район переселялись 8100 колхозников, а в начале 1950-х годов последовала вторая волна переселенцев из различных областей Украины. С 25 июня 1946 года в составе Крымской области РСФСР. Указом Президиума Верховного Совета РСФСР от 18 мая 1948 года, Башмак переименовали в Известковое. 26 апреля 1954 года Крымская область была передана из состава РСФСР в состав УССР. Время включения в состав Охотниковского сельсовета пока не установлено: на 15 июня 1960 года село уже числилось в его составе. Указом Президиума Верховного Совета УССР «Об укрупнении сельских районов Крымской области», от 30 декабря 1962 года село присоединили к Евпаторийскому району. 1 января 1965 года, указом Президиума ВС УССР «О внесении изменений в административное районирование УССР — по Крымской области», Евпаторийский район был упразднён и село включили в состав Сакского (по другим данным — 11 февраля 1963 года). Тогда же Известковое переименовали в посёлок Рунное, чтобы избежать дублирования с уже имевшимся в районе Известковым. По данным переписи 1989 года в селе проживало 385 человек. С 12 февраля 1991 года село в восстановленной Крымской АССР, 26 февраля 1992 года переименованной в Автономную Республику Крым.
Решением Верховного Совета АРК от 18 сентября 2013 года посёлку Рунное присвоен статус села. С 21 марта 2014 года в составе Крыма аннексировано Россией.

## Башмак немецкий
Башмак немецкий (также Гарвардта нем. Harwardt) — немецкий хутор, видимо, возле старого Башмака, основанный в начале XX века. На 1915 год было 11 жителей, в дальнейшем в доступных источниках не встречается.